# خواهران (نقاشی)
خواهران یک نقاشی رنگ روغن است که توسط نقاش ویکتوریایی، جیمز کالینسون، که در اواخر قرن نوزدهم عضو انجمن برادری پیشارافائلی (۱۸۴۸ تا ۱۸۵۰) بود، خلق شد.